# Nationalliga A (Schach) 2015
Die Nationalliga A 2015 war die höchste Spielklasse der Schweizerischen Mannschaftsmeisterschaft 2015. Meister wurde der Club d’Echecs de Genève, während sich der Titelverteidiger Schachklub Réti Zürich mit dem achten Platz begnügen musste. Aus der Nationalliga B waren im Vorjahr der SV Wollishofen und der Echallens Chess Club aufgestiegen. Beide Aufsteiger erreichten den Klassenerhalt, während Schwarz-Weiss Bern und Club d’échecs de Neuchâtel abstiegen.
Zu den gemeldeten Mannschaftskadern der teilnehmenden Vereine siehe Mannschaftskader der Schweizer Nationalliga A im Schach 2015.

## Spieltermine
Die Wettkämpfe fanden statt am 29. März, 25. und 26. April, 31. Mai, 28. Juni, 5. und 6. September sowie 10. und 11. Oktober. Die beiden letzten Runden wurden zentral in Riehen gespielt, die übrigen Wettkämpfe fanden dezentral bei den beteiligten Vereinen statt.

## Endtabelle
| Pl. | Verein                     | Sp | G | U | V | MP   | Brett-P.  |
| --- | -------------------------- | -- | - | - | - | ---- | --------- |
| 01. | Club d’Echecs de Genève    | 9  | 8 | 1 | 0 | 17:1 | 49,5:22,5 |
| 02. | SG Zürich                  | 9  | 6 | 2 | 1 | 14:4 | 44,5:27,5 |
| 03. | Schachklub Luzern          | 9  | 6 | 1 | 2 | 13:5 | 43,0:29,0 |
| 03. | SG Riehen                  | 9  | 5 | 3 | 1 | 13:5 | 43,0:29,0 |
| 05. | SG Winterthur              | 9  | 4 | 2 | 3 | 10:8 | 37,0:35,0 |
| 06. | SV Wollishofen (N)         | 9  | 3 | 1 | 5 | 7:11 | 33,5:38,5 |
| 07. | Echallens Chess Club (N)   | 9  | 3 | 1 | 4 | 7:11 | 28,5:43,5 |
| 08. | Schachklub Réti Zürich (M) | 9  | 1 | 3 | 4 | 5:13 | 30,5:41,5 |
| 09. | Schwarz-Weiss Bern         | 9  | 1 | 1 | 7 | 3:15 | 31,0:41,0 |
| 10. | Club d’échecs de Neuchâtel | 9  | 0 | 1 | 8 | 1:17 | 19,5:52,5 |

## Entscheidungen
|     | Schweizer Meister: Club d’Echecs de Genève                                      |
|     | Absteiger in die Nationalliga B: Schwarz-Weiss Bern, Club d’échecs de Neuchâtel |
| (M) | Meister der letzten Saison                                                      |
| (N) | Aufsteiger der letzten Saison                                                   |

## Kreuztabelle
| Ergebnisse | Ergebnisse                 | 01. | 02. | 03. | 03. | 05. | 06. | 07. | 08. | 09. | 10. |
| ---------- | -------------------------- | --- | --- | --- | --- | --- | --- | --- | --- | --- | --- |
| 01.        | Club d’Echecs de Genève    |     | 5   | 6   | 4   | 5½  | 4½  | 7   | 6   | 4½  | 7   |
| 02.        | SG Zürich                  | 3   |     | 4   | 4½  | 5   | 6½  | 5½  | 4   | 5½  | 6½  |
| 03.        | Schachklub Luzern          | 2   | 4   |     | 3½  | 4½  | 5   | 7   | 6   | 5½  | 5½  |
| 03.        | SG Riehen                  | 4   | 3½  | 4½  |     | 4   | 5   | 6½  | 4   | 5   | 6½  |
| 05.        | SG Winterthur              | 2½  | 3   | 3½  | 4   |     | 4½  | 4   | 4½  | 5   | 6   |
| 06.        | SV Wollishofen             | 3½  | 1½  | 3   | 3   | 3½  |     | 4½  | 5   | 4   | 5½  |
| 07.        | Echallens Chess Club       | 1   | 2½  | 1   | 1½  | 4   | 3½  |     | 4½  | 4½  | 6   |
| 08.        | Schachklub Réti Zürich     | 2   | 4   | 2   | 4   | 3½  | 3   | 3½  |     | 4½  | 4   |
| 09.        | Schwarz-Weiss Bern         | 3½  | 2½  | 2½  | 3   | 3   | 4   | 3½  | 3½  |     | 5½  |
| 10.        | Club d’échecs de Neuchâtel | 1   | 1½  | 2½  | 1½  | 2   | 2½  | 2   | 4   | 2½  |     |

## Die Meistermannschaft
| 1.            | Club d’Echecs de Genève |
| Schachfiguren | Romain Édouard, Andrei Istrățescu, Andreï Sokolov, Jean-Noël Riff, Gilles Mirallès, Nikita Petrow, Clovis Vernay, Claude Landenbergue, Richard Gerber, Alexandre Domont, Alexandre Vuilleumier. |